# Michalok
Michalok este o comună slovacă, aflată în districtul Vranov nad Topľou din regiunea Prešov. Localitatea se află la altitudinea de 256 m deasupra n.m., se întinde pe o suprafață de 12,32 km2 și în 2017 număra 291 de locuitori.

## Istoric
Localitatea Michalok este atestată documentar din 1363.

## Demografie
| An:                | 1994 | 2004   | 2014   | 2024   |
| ------------------ | ---- | ------ | ------ | ------ |
| Număr de persoane: | 352  | 336    | 306    | 278    |
| Diferență:         |      | −4,54% | −8,92% | −9,15% |

| An:                | 2023 | 2024   |
| ------------------ | ---- | ------ |
| Număr de persoane: | 288  | 278    |
| Diferență:         |      | −3,47% |